# فکر کنم حالا تنهاییم
فکر کنم حالا تنهاییم (به انگلیسی: I Think We're Alone Now) فیلمی است در ژانر درام و آخرالزمانی محصول ۲۰۱۸ آمریکا. فیلم را رید مورانو کارگردانی کرده و سناریست آن مایک ماکوفسکی می‌باشد. پیتر دینکلیج و ال فانینگ در آن به ایفای نقش پرداخته‌اند.

## داستان
همهٔ مردمان مرده‌اند و تنها مردی کوتوله به نام دل (با بازی پیتر دینکلیج) در شهری کوچک زنده مانده‌است. دل به پاکسازی شهر و دفن مردگان و کار در کتابخانه، که اشتغال قبلی‌اش بود، مشغول است. او همیشهٔ عمر تنها بوده و نبود بقیه انسان‌ها ظاهراً تأثیری در زندگی‌اش ندارد. تا اینکه سر و کلهٔ دختری به نام گریس به شهر پیدا می‌شود. دل ابتدا نمی‌خواهد گریس را بپذیرد ولی پس از چندی پشیمان می‌شود و او در کنار خود قبول می‌کند. آن دو به کمک هم به پاکسازی شهر مشغول می‌شوند و رابطهٔ گرمی پیدا می‌کنند. ولی یکروز صبح که دل از خواب بیدار می‌شود، زن و مردی را می‌بیند که خود را پدر و مادر گریس معرفی می‌کنند.